# لوك تشارلزورث
لوك تشارلزورث (بالإنجليزية: Luke Charlesworth)‏ هو لاعب كرة الريشة نيوزيلندي، ولد في 4 فبراير 1992 في أوكلاند في نيوزيلندا.

## وصلات خارجية
- لوك تشارلزورث على موقع BWF.tournamentsoftware.com (الإنجليزية)
- لوك تشارلزورث على موقع BWFbadminton.com (الإنجليزية)
- لوك تشارلزورث على موقع اللجنة الأولمبية النيوزيلندية (الإنجليزية)